# أشين السفلي (صوغان)
أشین السفلی (بالفارسية: اشین سفلی) هي قرية تقع في إيران في قسم صوغان الريفي. يقدر عدد سكانها بـ 222 نسمة بحسب إحصاء 2016.